# Phrudura leucadelpha
Phrudura leucadelpha là một loài bướm đêm trong họ Geometridae.